# Bayerischer Platz (stacja metra)
Bayerischer Platz – stacja metra w Berlinie, w dzielnicy Schöneberg, w okręgu administracyjnym Tempelhof-Schöneberg na linii U4 i U7. Stacja została otwarta w 1910 r.